# Bryan Helmer
Bryan Berry Helmer, född 15 juli 1972, är en kanadensisk före detta professionell ishockeyback som tillbringade sju säsonger i den nordamerikanska ishockeyligan National Hockey League (NHL), där han spelade för Phoenix Coyotes, St. Louis Blues, Vancouver Canucks och Washington Capitals. Han producerade 26 poäng (åtta mål och 18 assists) samt drog på sig 135 utvisningsminuter på 146 grundspelsmatcher.
Han spelade också för Albany River Rats, Worcester Icecats, Manitoba Moose, Springfield Falcons, Grand Rapids Griffins, San Antonio Rampage, Hershey Bears och Oklahoma City Barons i American Hockey League (AHL); Las Vegas Thunder och Kansas City Blades i International Hockey League (IHL) samt Belleville Bulls i Ontario Hockey League (OHL).
Helmer blev aldrig NHL-draftad.
Direkt efter spelarkarriären blev han först assisterande tränare för Peterborough Petes (OHL) och fick säsongen efter liknande roll hos sitt gamla lag Hershey Bears. År 2016 blev Helmer befordrad till att arbeta som vice chef för Bears ishockeyverksamhet, en position han fortfarande innehar.
Helmer är svåger till Matt Carkner, som själv är kusin till Terry Carkner.

## Statistik
| 1989–1990  | Wellington Dukes      | Met JBHL   | 44   | 4   | 20  | 24  | 204  | 7   | 2  | 2  | 4  | 0   |
|            | Belleville Bulls      | OHL        | 6    | 0   | 1   | 1   | 0    | —   | —  | —  | —  | —   |
| 1990–1991  | Wellington Dukes      | Met JBHL   | 50   | 11  | 14  | 25  | 109  | —   | —  | —  | —  | —   |
| 1991–1992  | Wellington Dukes      | Met JAHL   | 45   | 19  | 32  | 51  | 66   | 3   | 2  | 1  | 3  | 0   |
| 1992–1993  | Wellington Dukes      | Met JAHL   | 57   | 25  | 62  | 87  | 62   | 9   | 4  | 8  | 12 | 22  |
| 1993–1994  | Albany River Rats     | AHL        | 65   | 4   | 19  | 23  | 79   | 5   | 0  | 0  | 0  | 9   |
| 1994–1995  | Albany River Rats     | AHL        | 77   | 7   | 36  | 43  | 101  | 7   | 1  | 0  | 1  | 0   |
| 1995–1996  | Albany River Rats     | AHL        | 80   | 14  | 30  | 44  | 107  | 4   | 2  | 0  | 2  | 6   |
| 1996–1997  | Albany River Rats     | AHL        | 77   | 12  | 27  | 39  | 113  | 16  | 1  | 7  | 8  | 10  |
| 1997–1998  | Albany River Rats     | AHL        | 80   | 14  | 49  | 63  | 101  | 13  | 4  | 9  | 13 | 18  |
| 1998–1999  | Phoenix Coyotes       | NHL        | 11   | 0   | 0   | 0   | 23   | —   | —  | —  | —  | —   |
|            | Las Vegas Thunder     | IHL        | 8    | 1   | 3   | 4   | 28   | —   | —  | —  | —  | —   |
|            | St. Louis Blues       | NHL        | 29   | 0   | 4   | 4   | 19   | —   | —  | —  | —  | —   |
|            | Worcester Icecats     | AHL        | 16   | 7   | 8   | 15  | 18   | 4   | 0  | 0  | 0  | 12  |
| 1999–2000  | St. Louis Blues       | NHL        | 15   | 1   | 1   | 2   | 10   | —   | —  | —  | —  | —   |
|            | Worcester Icecats     | AHL        | 54   | 10  | 25  | 35  | 124  | 9   | 1  | 4  | 5  | 10  |
| 2000–2001  | Vancouver Canucks     | NHL        | 20   | 2   | 4   | 6   | 18   | —   | —  | —  | —  | —   |
|            | Kansas City Blades    | IHL        | 42   | 4   | 15  | 19  | 76   | —   | —  | —  | —  | —   |
| 2001–2002  | Vancouver Canucks     | NHL        | 40   | 5   | 5   | 10  | 53   | 6   | 0  | 0  | 0  | 0   |
|            | Manitoba Moose        | AHL        | 34   | 6   | 18  | 24  | 69   | —   | —  | —  | —  | —   |
| 2002–2003  | Vancouver Canucks     | NHL        | 2    | 0   | 0   | 0   | 0    | —   | —  | —  | —  | —   |
|            | Manitoba Moose        | AHL        | 60   | 7   | 24  | 31  | 82   | 14  | 0  | 4  | 4  | 20  |
| 2003–2004  | Phoenix Coyotes       | NHL        | 17   | 0   | 1   | 1   | 10   | —   | —  | —  | —  | —   |
|            | Springfield Falcons   | AHL        | 9    | 1   | 6   | 7   | 6    | —   | —  | —  | —  | —   |
| 2004–2005  | Grand Rapids Griffins | AHL        | 80   | 7   | 18  | 25  | 64   | —   | —  | —  | —  | —   |
| 2005–2006  | Grand Rapids Griffins | AHL        | 80   | 12  | 44  | 56  | 138  | 16  | 1  | 8  | 9  | 24  |
| 2006–2007  | San Antonio Rampage   | AHL        | 70   | 6   | 23  | 29  | 81   | —   | —  | —  | —  | —   |
| 2007–2008  | San Antonio Rampage   | AHL        | 66   | 5   | 15  | 20  | 53   | 7   | 0  | 0  | 0  | 6   |
| 2008–2009  | Washington Capitals   | NHL        | 12   | 0   | 3   | 3   | 2    | —   | —  | —  | —  | —   |
|            | Hershey Bears         | AHL        | 62   | 2   | 25  | 27  | 59   | 22  | 3  | 5  | 8  | 24  |
| 2009–2010  | Hershey Bears         | AHL        | 71   | 6   | 26  | 32  | 95   | 21  | 0  | 5  | 5  | 33  |
| 2010–2011  | Oklahoma City Barons  | AHL        | 42   | 6   | 19  | 25  | 25   | 6   | 1  | 1  | 2  | 8   |
| 2011–2012  | Oklahoma City Barons  | AHL        | 69   | 3   | 21  | 24  | 45   | 14  | 0  | 3  | 3  | 6   |
| 2012–2013  | Springfield Falcons   | AHL        | 24   | 0   | 2   | 2   | 19   | 1   | 0  | 0  | 0  | 0   |
| NHL totalt | NHL totalt            | NHL totalt | 146  | 8   | 18  | 26  | 135  | 6   | 0  | 0  | 0  | 0   |
| AHL totalt | AHL totalt            | AHL totalt | 1116 | 129 | 435 | 564 | 1379 | 159 | 14 | 46 | 60 | 186 |
| IHL totalt | IHL totalt            | IHL totalt | 50   | 5   | 18  | 23  | 104  | —   | —  | —  | —  | —   |